# Anathallis escalerensis
Anathallis escalerensis là một loài thực vật có hoa trong họ Lan. Loài này được (Carnevali & Luer) Luer mô tả khoa học đầu tiên năm 2009.